# Cultura del centro de Veracruz

Localización de los principales centros de la culturas de Veracruz.

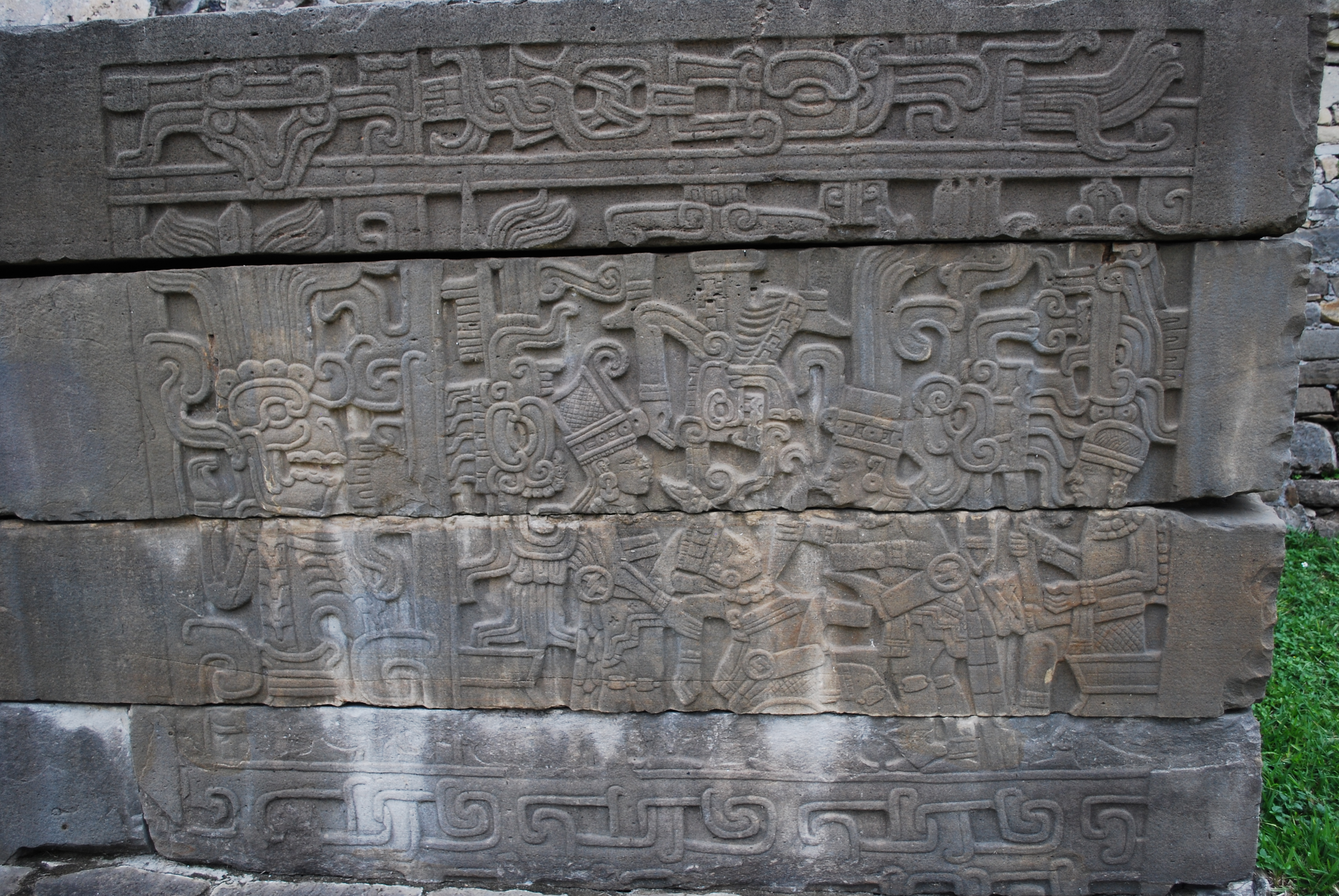
Tablero grabado del Juego de Pelota Sur de El Tajín. En la escena se describe el sacrificio de un jugador.

El término cultura del centro de Veracruz —conocida también como cultura clásica de Veracruz o de costa del Golfo— es el nombre de una cultura indígena mesoamericana que se desarrolló en el Período Clásico en la costa del golfo de México, una zona que en la actualidad forma parte del territorio del estado mexicano de Veracruz. El florecimiento de esta cultura ocurrió entre los siglos I y X de la era cristiana, por lo que es contemporáneo al desarrollo de otros pueblos mesoamericanos como los mayas de las Tierras Altas y los teotihuacanos. 
Uno de los principales centros de la cultura Centro de Veracruz es la metrópoli de El Tajín. Otras localidades donde se han encontrado importantes testimonios de esta cultura son Cerro de las Mesas, Nopiloa y Remojadas. Debido a que este territorio también fue el escenario donde se desarrolló la cultura totonaca, algunos autores han atribuido a los totonacos la paternidad de los materiales arqueológicos de la cultura Centro de Veracruz. Sin embargo, el avance de las investigaciones ha demostrado que, si bien es posible que los totonacas hayan participado del desarrollo de esta cultura, no todos los rasgos del complejo de la costa del golfo de México pueden ser atribuidos a ellos. El conjunto de rasgos correspondientes al Centro de Veracruz fue definido por la antropóloga y lingüista Tatiana Proskouriakoff.

## Características

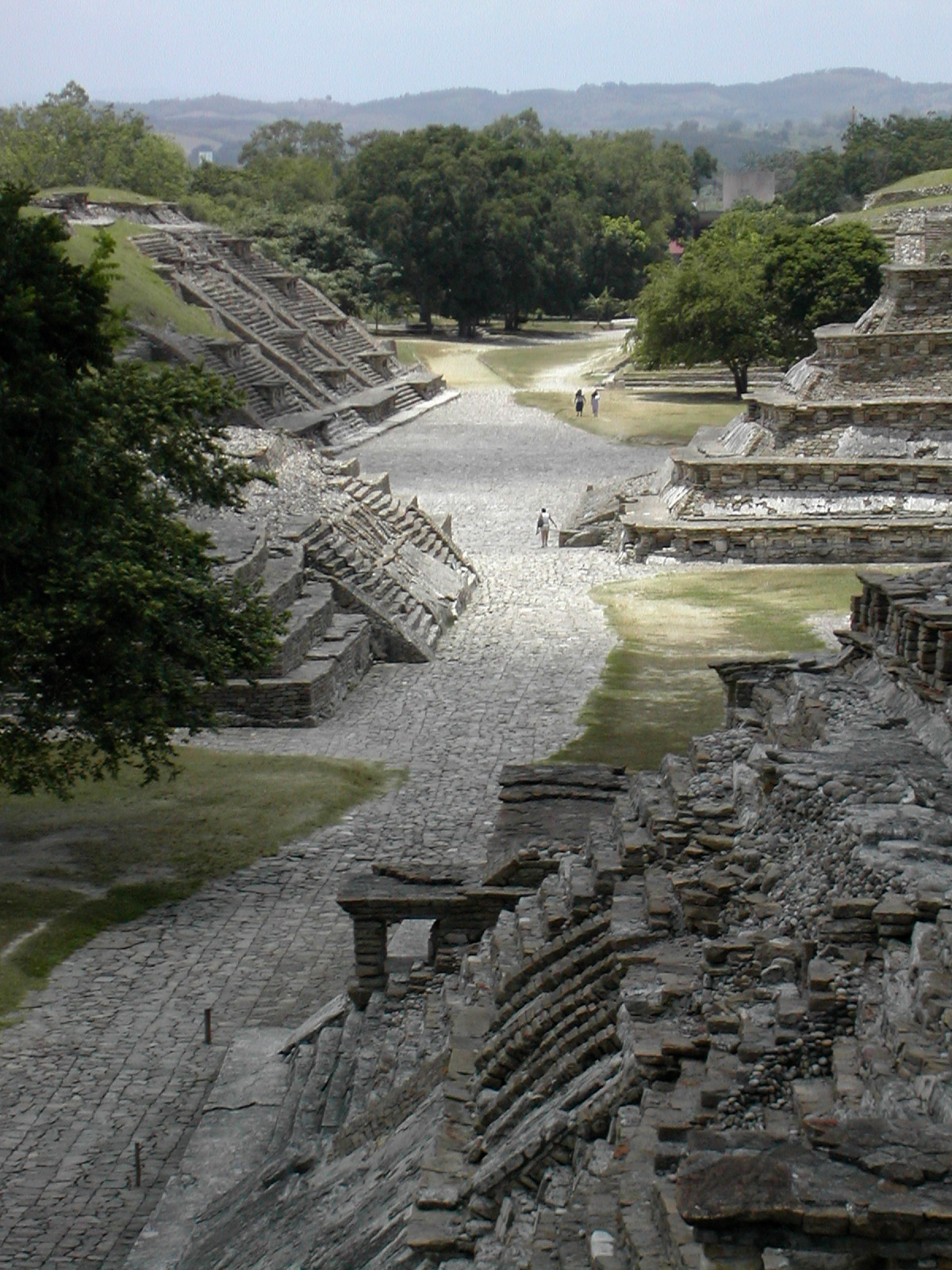
Vista del centro ceremonial de El Tajín, en Veracruz (México).

Uno de los temas principales de la cultura Centro de Veracruz es el sacrificio humano, especialmente en el contexto del juego de pelota mesoamericano. Las obras artísticas del estilo se distinguen por su decoración realizada a base de bandas entrelazadas y volutas, mismas que se reproducen tanto en piezas de cerámica como en huesos tallados o en los tableros grabados en piedra que decoraban algunos edificios públicos de los asentamientos más importantes. Al menos, un especialista ha sugerido que las cabezas que forman estas bandas y volutas podrían ser una especie de escritura pictográfica. Los motivos decorativos que aparecen en las piezas de la cultura Centro de Veracruz se parecen en el estilo a los que se han encontrado en Chiapa de Corzo y Kaminaljuyú.
Además de las cenefas decorativas, la arquitectura de los asentamientos localizados en la región central de Veracruz poseen una característica única de Mesoamérica, como lo muestran varios edificios localizados en El Tajín, uno de los principales focos de este estilo. Se trata de una especie de nichos que se repiten en los tableros de las plataformas piramidales que producen un efecto de contraste llamado alto claroscuro por el historiador de arte George Kubler.
Aunque la cultura Centro de Veracruz muestra influencias teotihuacanas y mayas, ninguna de éstas es su antecedente directo. Por el contrario, parece ser que las raíces de la cultura clásica de Veracruz se encuentran en la cultura epiolmeca, que se desarrolló en centros como Cerro de las Mesas y La Mojarra.